# Deltametall
Deltametall ist eine ältere, aber immer noch gebräuchliche, Bezeichnung für eine Sonderlegierung des Messings mit 56 % Kupfer, 40 % Zink, 2 % Blei und je 1 % Eisen und Mangan. Deltametall hat eine goldgelbe Farbe und seine besonderen Eigenschaften sind hohe Festigkeit und Beständigkeit gegenüber Meerwasser und schwachen Säuren. Hochpoliert wird diese Legierung deshalb gerne für Schiffsarmaturen verwendet.
Deltametall ist auch unter der Warenbezeichnung Dixigold zu finden.